# Irene Huss - Glasdjävulen
Irene Huss - Glasdjävulen, es una película de crimen y misterio estrenada el 11 de junio de 2008 dirigida por Alexander Moberg. La película es la cuarta entrega de la serie de películas que forman parte de Irene Huss.
La película está basada en el personaje principal de las novelas de la escritora sueca Helene Tursten.

## Historia
En una pequeña comunidad cerca de Gotemburgo encuentran a tres miembros de una familia de sacerdotes asesinados brutalmente, las paredes están cubiertas con estrellas de cinco puntas investidas (el símbolo del diablo) pintadas con la sangre de las víctimas. La detective inspectora Irene Huss, pronto encuentra similitudes entre este caso y uno anterior en el que también fue asesinado un sacerdote. En cuanto más profunda se vuelve la investigación de Huss, más convencida está que los hombres de la iglesia no son siempre tan piadosos como deberían de serlo.

## Personajes

### Personajes principales
| Actor             | Personaje       | Ocupación            |
| ----------------- | --------------- | -------------------- |
| Angela Kovács     | DI. Irene Huss  | Detective Inspectora |
| Reuben Sallmander | Krister Huss    | -                    |
| Lars Brandeby     | Sven Andersson  | -                    |
| Dag Malmberg      | Jonny Blom      | -                    |
| Emma Swenninger   | Birigtta Moberg | -                    |
| Eric Ericson      | Fredrik Stridh  | -                    |
| Anki Lidén        | Yvonne Stridner | -                    |
| Mikaela Knapp     | Jenny Huss      | -                    |
| Felicia Löwerdahl | Katarina Huss   | -                    |

### Personajes secundarios
| Actor                       | Personaje                          | Ocupación                |
| --------------------------- | ---------------------------------- | ------------------------ |
| Ylva Nilsson Annie Carlsson | Rebecka Schyttelius (a los 8 años) | -                        |
| Fredrik Dolk                | Sten Schyttelius                   | -                        |
| Michael Engberg             | Jakob Schyttelius                  | -                        |
| Ingegerd Johansson          | Elsa Schyttelius                   | -                        |
| Sven Ahlström               | Christian Levenholz                | -                        |
| Katarina Ewerlöf            | Eva Möller                         | -                        |
| Ulla Svedin                 | Louise Måårdh                      | -                        |
| Jan Elfwencrona-Hermfelt    | Bengt Måårdh                       | -                        |
| Sara Wikström               | Lisa Sandberg                      | -                        |
| Uwa Ileso                   | Mary                               | -                        |
| Jimmy Lindström             | -                                  | Líder del Grupo Satánico |
| Martin Kjellgren            | -                                  | Oficial de Policía       |
| Evert Lindkvist             | -                                  | Vecino                   |
| Urban Eldh                  | -                                  | Ginecólogo               |
| Nicklas Sternegård          | -                                  | -                        |
| Dan Nerenius                | -                                  | Médico de Rebecka        |
| Senait Imbaye               | -                                  | Mujer                    |

## Producción
La película fue dirigida por Anders Engström, escrita por Stefan Ahnhem (en el guion) y basado en la novela de Helene Tursten.
Producida por Johan Fälemark y Hillevi Råberg, en coproducción con Tomas Eskilsson y Hans-Wolfgang Jurgan, en asociación con el productor de línea Daniel Ahlqvist (también conocido como Daniel Gylling), los productores asociados Morten Fisker, Søren Stærmose y Mikael Wallen, y los productores ejecutivos Peter Hiltunen y Ole Søndberg.
La música estuvo bajo el cargo de Thomas Hagby y Fredrik Lidin.
La cinematografía estuvo en manos de Håkan Holmberg, mientras que la edición por Fredrik Morheden.
La película fue estrenada el 11 de junio de 2008 en Suecia en con una duración de 1 hora con 27 minutos. 
Contó con la participación de las compañías de producción "Illusion Film & Television" y "Yellow Bird", en co-participación con "ARD Degeto Film", "Kanal 5" y "Film Väst".
En el 2008 en Suecia por "Kanal 5" en televisión y por "Nordisk Film" en DVD], en el 2009 por "Arbeitsgemeinschaft der öffentlich-rechtlichen Rundfunkanstalten der Bundesrepublik Deutschland (ARD)" en Alemania por televisión y en los Países Bajos en el 2010 por "Lumière Home Entertainment" en DVD y en 2012 por "Film1" en televisión limitada. Otras compañías que participaron fueron "Film Finances" y "Ljudligan" (equipo de sonido).

### Emisión en otros países
| País         | Título                                        | Fecha de Estreno                            |
| ------------ | --------------------------------------------- | ------------------------------------------- |
| Alemania     | Irene Huss, Kripo Göteborg - Tod im Pfarrhaus | 9 de agosto de 2009 (estreno en televisión) |
| Austria      | Irene Huss, Kripo Göteborg - Tod im Pfarrhaus | -                                           |
| Dinamarca    | Irene Huss: Glasdjævlen                       | -                                           |
| Finlandia    | Irene Huss: Lasipaholainen                    | -                                           |
| Noruega      | Irene Huss - Glassdjevelen                    | -                                           |
| Países Bajos | -                                             | 27 de abril de 2010                         |
| Polonia      | Inspektor Irene Huss - Szklany diabel         | -                                           |